# Vočko na hadry
Vočko na hadry (v anglickém originále Moe Goes from Rags to Riches) je 12. díl 23. řady (celkem 498.) amerického animovaného seriálu Simpsonovi. Scénář napsal Tim Long a díl režíroval Bob Anderson. V USA měl premiéru dne 29. ledna 2012 na stanici Fox Broadcasting Company a v Česku byl poprvé vysílán 28. června 2012 na stanici Prima Cool.

## Děj
Na městské schůzi v hospodě U Vočka se říká, že Vočkův nejlepší přítel je jeho starý barový hadr. Bart pokračuje ve vtipu a přirovnává hadr k Milhousovi, jenž uraženě odmítne být nadále Bartovým přítelem. Hadr vypráví svůj životní příběh, od středověkého francouzského gobelínu, jejž utkala Marge poté, co pan Burns, vévoda ze Springfieldu, zabil všechny jejich ovce, čímž vypustil démonické duchy, kteří Marge donutili utkat setkání, jež by gobelín měl. Vévoda byl později o gobelín omylem oběšen, když spadl z hory. Dále gobelín putoval do katedrály, než ji napadli Vikingové a Homer jej roztrhal, a pak k perskému králi (Nelson). Jemu Šeherezáda (Líza) vyprávěla 1001 příběhů, osvobodila jeho ostatní ženy, které byly hozeny do jámy, protože byly nudné, a setnula mu hlavu. Hadr se také používal jako páska přes oči pro popravené a jako hadr na špalek ve Francii, Michelangelo ho použil jako hadr na malování při tvorbě Sixtinské kaple, během občanské války byl použit na vlajku Konfederace a během velké hospodářské krize se z něj vařila polévka. Posléze se jako vlajka přiblížil k vrcholu Mount Everestu, ačkoli horolezec zemřel na nedostatek kyslíku. Hadr našel Vočkův otec – yetti – na Everestu a daroval ho svému synovi, malému Vočkovi. 
Mezitím se Bart snaží získat Milhouse zpět jako přítele a chodí k němu v noci domů. Milhouse nejprve odmítá s tím, že se mu bez Barta daří dobře. Bart Milhousovi přečte báseň o přátelství, ale Milhouse přijde na to, že ji napsala Líza, a řekne Bartovi, že ho může získat zpět jen tím, že udělá něco od srdce. Bart jako gesto souhlasí s tím, že ho Drederick Tatum uhodí. Milhouse je hluboce dojat a obnoví jejich přátelství. 
Vočko se probudí a zjistí, že hadr byl ukraden. Zloděj je odhalen jako Marge, která hadr před vrácením vyčistí. Vočko si pak uvědomí, že má v rodině Simpsonových skutečné přátele, a vyhodí hadr z okna pro Spasitele, jenž se o hadr postará a pak se o něj popere s Maggie. Hadr má mezitím radost, že konečně našel majitele, který ho má opravdu rád.

## Produkce
Epizodu napsal Tim Long. Poprvé byla oznámena tisku na konferenci Comic-Con v kalifornském San Diegu 23. července 2011 během panelu s producenty seriálu Simpsonovi. Děj je podobný filmu Krvavé housle, který vypráví příběh záhadných houslí a jejich mnoha majitelů v průběhu několika set let. V dílu hostuje anglický herec Jeremy Irons, jenž ztvárnil hlas hadru. Nabídku dostal po telefonátu a později novinářům řekl: „Byl jsem potěšen, že jsem to mohl udělat, a byl jsem poctěn, že mě o to požádali.“. V rozhovoru pro The Daily Telegraph Irons poznamenal, že když poprvé dostal scénář, „stálo v něm: ‚Hadr z baru mluví velmi zvučným hlasem.‘. A pak tam bylo v závorce napsáno: ‚Mysli na Jeremyho Ironse.‘.“. Své repliky nahrál v létě 2011.

## Vydání
Epizoda byla původně odvysílána na stanici Fox ve Spojených státech 29. ledna 2012. V době vysílání díl sledovalo 5,1 milionu diváků, což z něj učinilo druhý nejsledovanější pořad bloku Animation Domination.
Díl získal negativní hodnocení kritiků. 
Hayden Childs z The A.V. Clubu kritizoval epizodu za nedostatek satiry a napsal, že „některé z nejvtipnějších a nejlepších epizod (23. řady) byly obvykle také nejobskurnější, ale Vočko na hadry je velkou výjimkou, přičemž z dosud nejdivočejší premisy sezóny vzešlo jen velmi málo dobrých vtipů.“. Na závěr uvedl, že „celkově šlo o poněkud matoucí a neuspokojivý zážitek, který promarnil slibný nápad“.
Na 64. ročníku udílení cen Primetime Creative Arts Emmy v roce 2012 byl Hank Azaria nominován na cenu Primetime Emmy za vynikající hlasový výkon za svůj výkon v roli Vočka, šéfa Wigguma, Carla, Komiksáka, Duffmana a mexického Duffmana v této epizodě.